# Bulbophyllum crassifolium
Bulbophyllum crassifolium är en orkidéart som beskrevs av George Henry Kendrick Thwaites och Henry Trimen.
Bulbophyllum crassifolium ingår i släktet Bulbophyllum och familjen orkidéer. Artens utbredningsområde är Sri Lanka. Inga underarter finns listade i Catalogue of Life.